# شرطی معکوس
در منطق ویا ریاضیات، شرطی معکوس یک عملگر منطقی دوتایی است، که نتیجه آن در صورتی که عملوند دوم آن درست و عملوند اول آن نادرست باشد نادرست خواهد بود و در غیر این صورت درست است.